# Хиподамос из Милета
Хиподамос из Милета (грчки Ἱππόδαμος) био је грчки архитекта из 5. века п. н. е. Био је поверен атенском народном скупштином да предложи план за стамбену четврт атенског пристаништа Пиреј где је предложио „типску кућу“ за сваког грађанина и правоугаони систем улица на бржуљку изнад пристаништа по систему у ком би били равноправни сви грађани за свих 2.000 заинтересованих. Све зграде су имале исту основу и били су постављене са јужном оријентацијом свака је имала унутрашње двориште и функцију и постојале су просторије за становање, госта, радионицу као и трговину. Даљи део Хиподамусовог града била је „агора“ и кварт са храмом.
Аристотел је у својој Политици сагледао Хиподамову схему као најбољи систем да се расподеле функције у граду. Мислима о идеалним градовима се бавио и његов учитељ Платон у свом делу „Политериа“ (Устав) као и други филозофи тога времена.